# إشبيلية أتلتيكو
نادي إشبيلية أتلتيكو هو نادي كرة قدم إسباني يتمركز في إشبيلية في منطقة أندلوسيا ذاتية الحكم. تأسس في 1958 ويلعب في دوري الدرجة الثانية الإسباني، وهو الفريق الرديف لنادي إشبيلية، ويقيم مبارياته في ملعب فييخو نيرفيون، بسعة 7500 مقعد.